# オリエンタルホテル

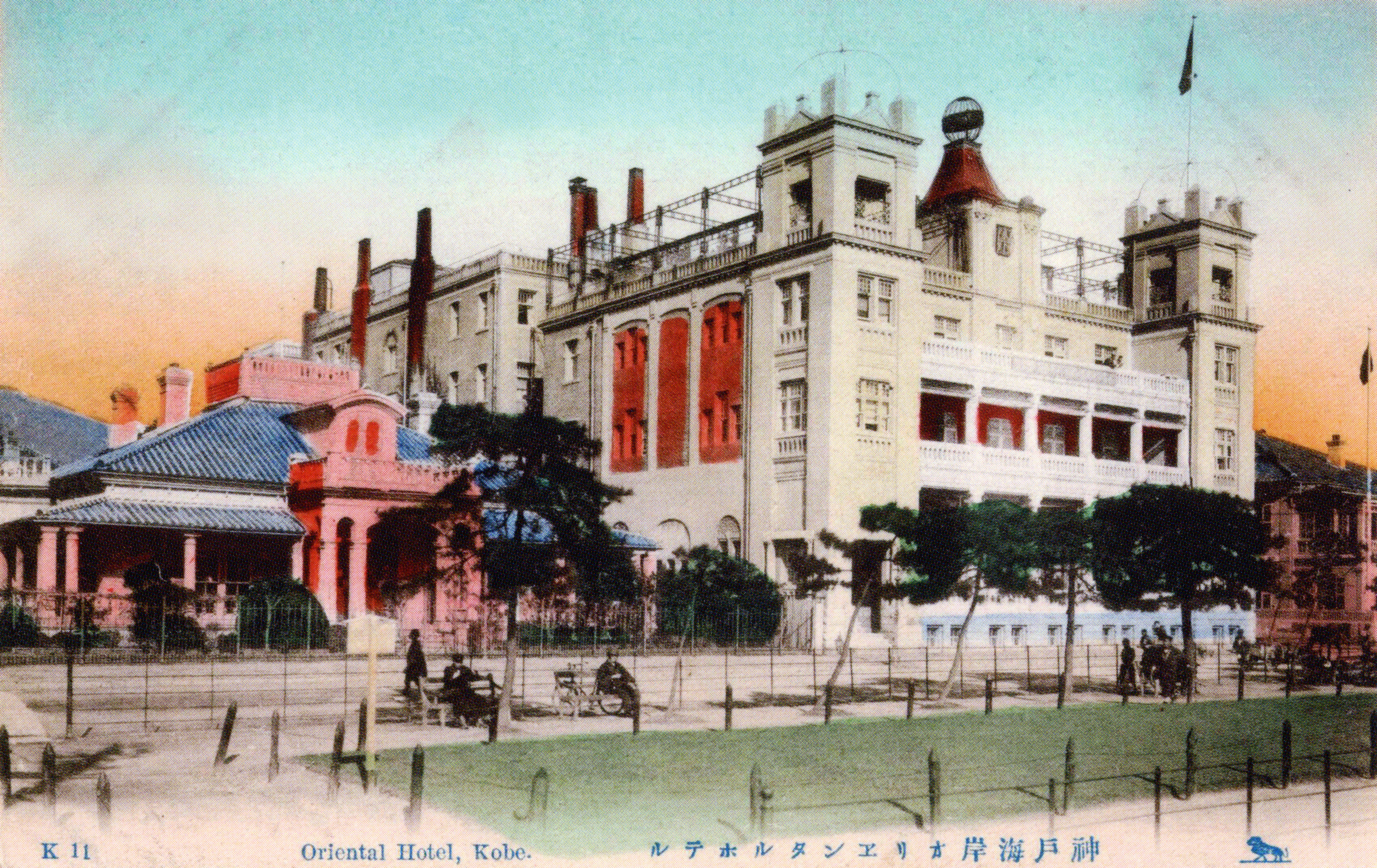
海岸通に在った当時のオリエンタルホテル建物（3代目、明治40年頃）

オリエンタルホテル（Oriental Hotel）は、兵庫県神戸市中央区の旧居留地にあるホテル。初代は1870年（明治3年）に開業した日本最古級の西洋式ホテルであった。4代目が阪神・淡路大震災で被災・解体されたが、2010年3月3日、株式会社プラン ドゥ シー（株式会社Plan･Do･See）のプロデュースで同地に再オープンを果たした。本項では、Plan･Do･See運営のオリエンタルホテルと全国各地でホテルマネージメントジャパンが運営するオリエンタルホテル両者について記載する。

## 旧オリエンタルホテル (1870 - 1995)

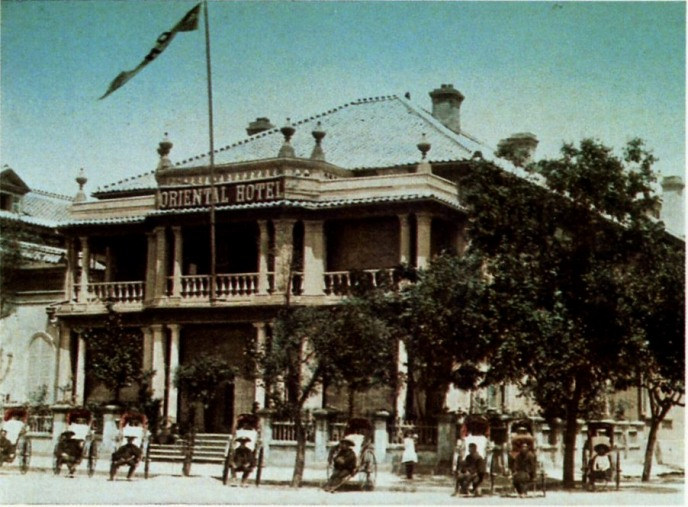
明治15年頃のオリエンタルホテル

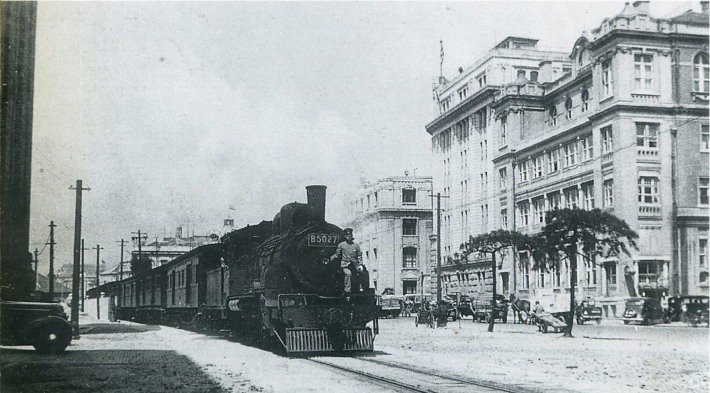
オリエンタルホテル前を行く神戸臨港線B50形蒸気機関車(昭和7年)

1870年（明治3年）にオランダ人のG・ファン・デア・フリース（G. van der Vlies）により神戸外国人居留地79番地にて開業した（ただし、明治3年初頭に発行された宣伝広告が発見されたため、明治3年以前に開業していた可能性が高い）。1887年（明治20年）に122番地のフランス料理店「レストラン・フランセーズ」（Restaurant Francaise、1886年開業）のオーナーであったフランス人のルイ・ベギュー（Louis Begeux）の所有となって、81番地に移転した。
1897年（明治30年）、アーサー・ヘスケス・グルーム（Arthur Hasketh Groom）およびエドワード・ハズレット・ハンター（Edward Hazlett Hunter）らの所有（後に有限会社に移行）となり、日露戦争七ヶ月前、訪日中ロシア陸軍大臣クロパトキン将軍一行は6月18日から宿泊する。1907年（明治40年）に6番地に移転した。このときの、神戸港メリケン波止場近くの海岸通に面するという立地を得て、風見鶏の館を手がけた建築家ゲオルグ・デ・ラランデとヤン・レッツェルが共同設計した3代目となる建物は、当時日本最高のホテルの一つと称された。素晴らしい食事を提供するホテルとして知られ、とりわけ神戸ビーフの名声を世界に広めた施設の一つとされている。

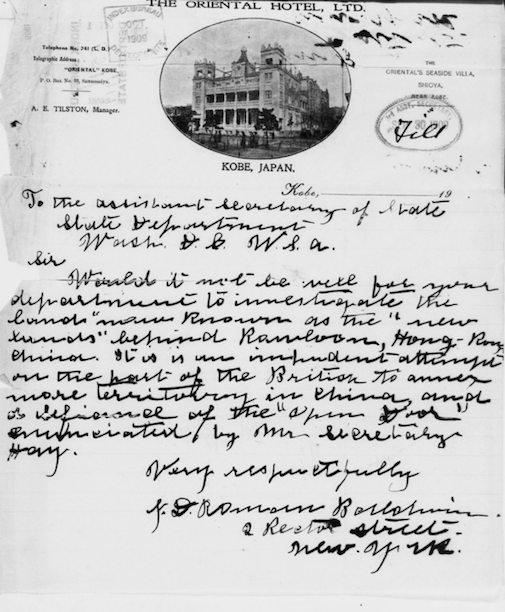
Note paper of the Oriental Hotel in 1909

1917年（大正6年）には東洋汽船の所有となり、1926年にオリエンタルホテル株式会社が発足した。ホテル事業は大成功を収めたが、3代目の建物は1945年（昭和20年）6月5日の神戸大空襲で被弾して半壊し、復旧できずに取り壊された。
1948年（昭和23年）6月、グリルと宴会場のみで営業を再開し、1964年（昭和39年）に25-26番地に移転し、モダンな外観で世界初となる灯台を設置したホテル建物（4代目）を新築して営業を再開した。1956年（昭和31年）に兵庫県で第11回国民体育大会が開催された際には、昭和天皇、香淳皇后の宿泊所となった。
東洋汽船の消滅後は関西汽船傘下を経て坪内寿夫率いる来島どっくグループに属していたが、来島どっくの経営難により1987年に当時絶頂期にあったダイエーに売却される。ダイエー傘下入り後は、ダイエーの資本によって新神戸オリエンタルホテルや神戸メリケンパークオリエンタルホテルという姉妹ホテルが建設された。本家である当ホテルは、1995年（平成7年）の阪神・淡路大震災で倒壊はしなかったものの建物が大きな被害を受け、ホテルとしての営業が困難になったことから、暫く休業した後に廃業した。その後建物は取り壊され、125年の長き歴史に幕を閉じた。なお、併設されていた灯台は、神戸メリケンパークオリエンタルホテルの開業とともにそちらへ移転している。

### 主な宿泊者等
- ラドヤード・キップリング（1889年）
- マリリン・モンロー／ジョー・ディマジオ（1954年）
- ヘレン・ケラー（1937年、食事、宿泊は住友男爵邸）[6]

## ORIENTAL HOTEL KOBE (2010 - )
旧オリエンタルホテルの閉鎖とダイエーの売却による系列ホテルの分裂から暫く時間が経過した2008年に入り、旧オリエンタルホテルがあった25-26番地（神戸市立博物館の隣）に三井不動産がプロジェクトマネジャーとして参画した複合商業ビル「神戸旧居留地25番館」内において、株式会社Plan・Do・See（プラン・ドゥ・シー）が「ORIENTAL HOTEL KOBE（オリエンタルホテル神戸）」の名称でホテルを新規開業すると表明し、2010年3月に開業した。旧オリエンタルホテルの跡地（神戸旧留地25番館の所在地）は2006年にダイエーが三井不動産の特別目的7会社へ売却していた。
株式会社Plan・Do・See（プラン・ドゥ・シー）は開業前、ホテル内装やレストランメニューなども再現してかつて日本有数の名門ホテルの再現を目指すと表明した。
開業に当たってはオリエンタルホテルの商標権を持つダイエーと名称の利用契約を締結しているが、現存している旧系列のオリエンタルホテルとは提携していない。
2026年2月1日に「オリエンタルホテル」商標権使用契約の終了に伴い、「THE ORIENT（ジ・オリエント）」に名称変更される予定。

### 設備
- レストラン
  - メインダイニング 「バイ・ザ・ハウス・オブ・パシフィック」
  - ステーキハウス「ミディアムレア」
  - 寿司「神戸・鮨かねさか」
  - バー「ザ・バー ジェイダブリューハート」

- ギフトショップ
  - フロム ウェア アイ スタンド

### ウェディング
敷地内にある挙式会場にて、「キリスト教式」「洋装人前式」「和装人前式」からそれぞれのスタイルに合わせて選べ、複数の提携神社での神前式も可能である。															
一方、パーティルーム（バンケット、披露宴会場）は「ザ テラスルーム」「ザ オリエンタルルーム」「ザ ロイヤルボールルーム ウエスト」「ザ ロイヤルボールルーム イースト」の4つから選択することができる。

## 沿革
- 1987年 - オリエンタルホテルがダイエーに買収され、ダイエーグループに入る。
- 1988年 - 新神戸オリエンタルホテル開業
- 1993年6月 - 西神オリエンタルホテル開業
- 1995年1月17日 - オリエンタルホテル（4代目）が阪神・淡路大震災で大きな被害を受け、ホテルとしての再建を断念、その後閉鎖。
- 1995年7月1日 - 新浦安オリエンタルホテル開業
- 1995年7月15日 - 神戸メリケンパークオリエンタルホテル開業
- 1996年3月28日 - なんばオリエンタルホテル開業
- 2003年2月 - ダイエーが新浦安オリエンタルホテル、神戸メリケンパークオリエンタルホテル、なんばオリエンタルホテルをゴールドマン・サックス証券へ売却。
- 2004年2月 - ダイエーが新神戸オリエンタルホテルをモルガン・スタンレー証券へ売却。
- 2005年11月 - ダイエーが西神オリエンタルホテルをヒューザーへ売却すると発表。
- 2005年12月 - ヒューザーの構造計算書偽造問題発覚により、西神オリエンタルホテルの売却契約を解約。
- 2006年2月15日 - ダイエーはオリエンタルホテルを再建しない為、ホテルの経営会社を、ダイエーの不動産子会社ディーホールドと合併し、解散した[13]。オリエンタルホテル商標権はダイエーが所有し、旧系列ホテルは、オリエンタルホテルという名称のみ引き続き使用する。
- 2006年2月27日 - ダイエーは、不動産子会社ディーホールドが保有するオリエンタルホテル跡地を、三井不動産が設立する特別目的会社 (SPC) のエム・エフ・神戸に売却[14]。三井不動産は、既に取得済みの隣接地と合わせ、商業施設の開発に着手。
- 2006年6月 - ダイエーが西神オリエンタルホテルを株式会社ジェイ・ウィル・パートナーズが設立・運営する特別目的会社（SPC）の有限会社ジェイ・ピー・ティーへ売却。
- 2006年4月1日 - 広島ワシントンホテルプラザをゴールドマン・サックス証券が取得し、同年10月にオリエンタルホテル広島に名称変更。
- 2006年12月15日 - 新神戸オリエンタルホテルがクラウンプラザ神戸に名称変更。
- 2007年4月1日 - 新浦安オリエンタルホテルがオリエンタルホテル東京ベイに名称変更。
- 2007年6月 - 六甲オリエンタルホテルが阪急・阪神経営統合の一環により、閉館。
- 2009年2月17日 - オリエンタルホテル跡地で三井不動産が建設する複合商業施設内に、プラン・ドゥ・シーが「オリエンタルホテル」を再建すると公表。
- 2010年1月20日 - クラウンプラザ神戸がANAクラウンプラザホテル神戸に名称変更。
- 2010年1月26日 - オリエンタルホテルの開業日を2010年3月3日と発表。
- 2010年3月3日 - 阪神・淡路大震災より15年を経て、同地に開業した神戸旧居留地25番館（25番館自体のオープンは2月27日）内にオリエンタルホテル神戸が再オープン[2]。

## 交通アクセス
- JR神戸線（東海道本線）・阪神本線・神戸高速線「元町駅」徒歩10分（神戸市立博物館隣）

## 同ブランドの施設（旧系列ホテル）
背景が薄緑色なのはホテルマネージメントジャパン運営によるホテル。
| ホテル名（開業当初）                         | 現ホテル名                                   | |
| -------------------------------------------- | -------------------------------------------- | --- |
| 新浦安オリエンタルホテル                     | オリエンタルホテル東京ベイ                   | ダイエーグループ時代に開業。ダイエー再建に伴い2003年にゴールドマン・サックスへ売却され、後に現名称へ変更。                                                         |
| 神戸メリケンパークオリエンタルホテル         | 神戸メリケンパークオリエンタルホテル         | ダイエーグループ時代に開業。開業時には、同年に閉鎖されたオリエンタルホテル従業員の大半を引き継いでいる。2003年にゴールドマン・サックスへ売却。                     |
| 新神戸オリエンタルホテル                     | ANAクラウンプラザホテル神戸                  | ダイエーグループ時代に開業。2004年にモルガン・スタンレーが買収後、2009年にタイ企業へ売却。                                                                         |
| 西神オリエンタルホテル                       | 神戸西神オリエンタルホテル                   | ダイエーグループの西神オリエンタル開発（2007年特別清算）によって開業。2006年にジェイ・ウィル・パートナーズへ売却。その後、2012年にタカガワホールディングスに売却。 |
| なんばオリエンタルホテル                     | なんばオリエンタルホテル                     | 西神オリエンタル開発により開業。2003年にゴールドマン・サックスへ売却。                                                                                             |
| 六甲オリエンタルホテル                       | （2007年6月に閉鎖）                          | 阪神電気鉄道グループが経営し、オリエンタルホテルに運営委託 |
| オリエンタルホテル広島                       | オリエンタルホテル広島                       | 新浦安、神戸メリケンパーク、なんばを買収したゴールドマン・サックスが、広島ワシントンホテルプラザ買収後にリブランドする形で開業。                                   |
| オリエンタルホテル福岡 博多ステーション      | オリエンタルホテル福岡 博多ステーション      | ダイエー傘下だった旧ホテルセントラーザ博多（福岡市博多区）を2018年9月30日で改装のため閉館し、2019年4月にオリエンタルホテルとしてリブランドオープン。               |
| オリエンタルホテル京都 ギャラリー            | ホテルアベストグランデ京都清水               | 2019年9月2日、清水五条駅近くに開業。 2021年7月30日、ホテルアベストグランデ京都清水として開業。                                                                     |
| オリエンタルホテル京都六条                   | オリエンタルホテル京都六条                   | 2019年11月1日に開業。 |
| オリエンタルスイーツ エアポート 大阪りんくう | オディシススイーツ大阪エアポートホテル       | 2019年12月15日、りんくうゲートタワービル内に開業。 2023年2月23日、オディシススイーツ大阪エアポートホテルとして開業。                                               |
| ホテル オリエンタルエクスプレス東京蒲田      | ホテル オリエンタルエクスプレス東京蒲田      | 2019年5月19日開業。 |
| ホテル オリエンタルエクスプレス 福岡中洲川端 | ホテル オリエンタルエクスプレス 福岡中洲川端 | 2021年4月26日開業。 |
| ホテル オリエンタルエクスプレス 福岡天神     | ホテル オリエンタルエクスプレス 福岡天神     | 2021年3月に閉館したホテルアセント福岡をリブランドして同年6月18日に開業。                                                                                           |
| ホテル オリエンタルエクスプレス 名古屋栄     | コンフォートイン名古屋栄駅前                 | ユニゾイン名古屋栄をリブランド。2021年6月1日開業。 2023年12月20日コンフォートイン名古屋栄駅前として開業。                                                          |
| オリエンタルホテル ユニバーサル・シティ      | オリエンタルホテル ユニバーサル・シティ      | ホテル京阪ユニバーサル・シティをリブランド。2021年7月1日プレオープン、12月23日グランドオープン。                                                                   |
| オリエンタルホテル 沖縄リゾート＆スパ        | オリエンタルホテル 沖縄リゾート＆スパ        | オキナワ マリオット リゾート&スパをリブランド。2022年3月19日開業。                                                                                                 |